# Kalor Milodanović
Kalor Milodanović je (1847. – 9. ožujka 1883.), bio je bački hrvatski novinar i jedan od nositelja hrvatskog nacionalnog preporoda u Bačkoj.
Borio se protiv mađarizacije. 23. rujna 1869. godine je zajedno s još nekim subotičkim intelektualcima (Stipan Vujević, Ago Mamužić...), nositeljima hrvatskog nacionalnog preporoda u Bačkoj, uputio pismo potpore Ivanu Antunoviću. U tom pismu se izjasnio Dalmatincem.
Kao preporoditelj nije značajan u promicanju hrvatske svijesti među bunjevačkim Hrvatima, jer je on zapravo promicao tezu da su "Bunjevci samo Bunjevci" i da nisu ni Hrvati ni Srbi. Tu tezu je promijenio kad je prebjegao u Srbiju, jer se ondje izjasnio Srbinom.
Preporoditeljski je bitan utoliko što se borio protiv mađarizacije i što je njegova borba za očuvanje nacionalne samobitnosti išla u tom pravcu da bunjevački Hrvati očuvaju svoj govor. Stoga je bio i pristašom teze da svi Bunjevci (i ini podunavski Hrvati) trebaju formirati svoj književni standard utemeljen na njihovoj štokavskoj ikavici, njihovom "posebnom putu", površno to argumentirajući kao posebnošću "bunjevačkog jezika", jer su tu istu štokavsku ikavicu koristila većina ostalih Hrvata sve do 1800-ih.
Surađivao je s biskupom Ivanom Antunovićem u početnom razdoblju izlaženja kalačkih Bunjevačkih i šokačkih novina. Kasnije je pokrenuo i uređivao novine Subotički glasnik, koje su izlazile od kolovoza 1873. godine. Godinu dana prije, 1872. godine, pokrenuo je novine Misečna kronika, za koje se pretpostavlja da ih je bio i uređivao.
Ugarske vlasti su mu zbog njegove djelatnosti prijetile da će ga uhititi, na što je Milodanović 1876. godine emigrirao u Kneževinu Srbiju, a vlasti su mu na to zabranile daljnje izlaženje njegovom listu Subotičkom glasniku. 
U Kneževini Srbiji dobio je azil i nastavio je raditi kao novinar sve do kraja života. Bio je sudionikom ratova između Kneževine Srbije i Turskog Carstva 1876. i 1877.-1878.
Poslije rata nastanio se i dobio posao u Beogradu, gdje se oženio i primio pravoslavlje. Ovo posljednje su mu neki zamjerili, ali, kako sam kaže, on je to učinio "dobro promišljeno, iz najdubljeg uvirenja bez nagovora, pritiska i prisiljavanja" Radio je kao činovnik u Ministarstvu vanjskih poslova u odsjeku za tisak, tj. bio je prevoditelj mađarskih listova. Izvještavao je Jovana Ristića, tadašnjeg predsjednika ministarstva u Srbiji, o tome što pišu mađarski listovi o Srbiji i srpstvu. Nakon pada Ristićeve vlade 1880. godine i po dolasku vlade Milutina Garašanina, bio je neko vrijeme stalan suradnik (suurednik) političkog lista Videlo, organa napredne stranke. Zbog zasluga učinjenih naprednoj stranci dobio je mjesto mlađeg poštara na Glavnoj poštanskoj stanici u Beogradu. Bio je i član Beogradskog novinarskog društva.
Preminuo je 25. veljače (9. ožujka) 1883. godine od tifusa. Nije ostavio poroda, a bio je pokopan na tadašnjem beogradskom groblju na Tašmajdanu.